# Turno di notte (film 1944)
Turno di notte (Service de nuit) è un film del 1944 diretto da Jean Faurez e Belisario Randone.

## Trama
Nel piccolo borgo di Corbeiz, Paul Rémy fa la corte a Elena, moglie del suo collega Pietro Jansen: la donna non disdegna del tutto le sue avances, e i due approfittano dell'assenza di Pietro, in viaggio d'affari fino all'indomani, per uscire a cena in un ristorante a qualche distanza. Il commesso viaggiatore Augusto Masson, padre di famiglia, rappresentante di elettrodomestici, di passaggio nella cittadina, a sua volta fa la corte alla giovane Marcella, operatrice del centralino telefonico del paese, pur non avendola mai vista ma essendo affascinato dal suono della sua voce al telefono. Ida, il cui marito Renato Favier è in carcere ingiustamente accusato di essere responsabile di un ammanco nelle casse dell'azienda dove lavorano sia Pietro che Paul, sta per avere un bambino: il dottor Renaud e la levatrice sono al suo capezzale, e temono per l'incolumità della partoriente e del nascituro.
Quella sera scoppia una violenta tempesta sulla borgata e nelle vicinanze, e infuria per tutta la notte. E fatti allarmanti accadono: Pietro Jansen torna prima del previsto e non trova sua moglie; l'auto di Paul Rémy, con a bordo anche Elena, è vittima di un incidente, e Paul è gravemente ferito; Renato Favier evade. E, da ultimo, il temporale mette fuori uso, ad intermittenza, la rete telefonica locale, proprio mentre i protagonisti, e gli altri abitanti di Corbeiz le cui vicende sono variamente intrecciate con essi, si telefonano ripetutamente.
La collega di Marcella, al turno di notte al centralino, è la volitiva Susanna, che ascolta tranquillamente tutte le telefonate, si rende conto delle varie situazioni imbarazzanti o pericolose dei suoi compaesani, ma alla fine riesce a risolverle per il meglio, agendo di propria iniziativa. Riesce a portare soccorso a Paul – che all'ospedale confesserà di essere il responsabile dell'ammanco imputato a Renato - , accoglie Renato, evaso e finalmente scagionato, copre la scappatella di Elena dirottandola ad aiutare il dottore per il difficile parto di Ida, che riesce alla perfezione, con madre e figlio in salute. E infine aiuta Augusto Masson a piazzare qualche macchina per cucire e qualche aspirapolvere.  

## Produzione
Le riprese iniziarono a Parigi l'8 maggio 1943.

## Distribuzione
È stato distribuito in Francia a partire dal 19 aprile 1944; in Italia arrivò nel dopoguerra, nell'agosto del 1946.

## Critica
(Fabio Carpi su l'Unità, edizione Milano, 17 agosto 1946)